# Amarita
Amarita (en castellà Amárita és un poble i concejo pertanyent al municipi de Vitòria-Gasteiz al territori històric d'Àlaba, País Basc. Està inclòs dins de la Zona Rural Nord-oest de Vitòria.

## Situació
És un llogaret de 39 habitants (2008) situat 9 km al nord de la ciutat de Vitòria. S'accedeix a través de carreteres locals i està situada prop dels pobles de Mendibil i Arroiabe, pertanyents al municipi d'Arratzu-Ubarrundia. el poble es troba al costat del riu Santa Engracia, que a la rodalia del poble desemboca al Zadorra.

## Demografia
| 2000 | 2001 | 2002 | 2003 | 2004 | 2005 | 2006 | 2007 |
| ---- | ---- | ---- | ---- | ---- | ---- | ---- | ---- |
| 35   | 39   | 35   | 37   | 36   | 36   | 41   | 40   |

## Història
El primer esment escrit d'aquest poble data de 1025 quan se li esmenta amb el nom de Hamarita. Per aquell temps pertanyia a l'alfoz d'Ubarrundia, juntament amb els llogarets veïns. En 1332 va quedar adscrita a la vila de Vitòria per donació del rei Alfons XI. Des de llavors és una de les llogarets que marquen el límit nord del terme municipal de Vitòria.

## Patrimoni artístic
Al poble destaca la parròquia de San Pedro. L'edifici és del segle xix i el retaule major d'estil neoclàssic. Alguns elements de l'església són anteriors, com la torre i la sagristia que data del segle xviii i els retaules laterals que són del segle xvii. Les festes patronals en honor de Sant Pere se celebren el 29 de juny.
Hi ha establiment d'agro-turisme al poble.